# アンダーカバー・ブルース/子連れで銃撃戦!?
『アンダーカバー・ブルース/子連れで銃撃戦!?』（アンダーカバー・ブルース/こづれでじゅうげきせん!?、Undercover Blues）は、イアン・エイブラムスが脚本、ハーバート・ロスが監督を務め、秘密諜報員の家族を描いた1993年のアクションコメディ映画。

## キャスト
| 役名                   | 俳優                     | 日本語吹替 |
| 役名                   | 俳優                     | VHS版      |
| ---------------------- | ------------------------ | ---------- |
| ジェファーソン・ブルー | デニス・クエイド         | 安原義人   |
| ジェーン・ブルー       | キャスリーン・ターナー   | 藤生聖子   |
| ノヴァチェク           | フィオナ・ショウ         | 木村有里   |
| ムエルタ               | スタンリー・トゥッチ     | 納谷六朗   |
| ハルゼー軍曹           | ラリー・ミラー           |            |
| ボニー・ニューマン     | パーク・オーバーオール   |            |
| ヴァーン・ニューマン   | トム・アーノルド         |            |
| テッド・ソーヤー警部補 | オバ・ババトゥンデ       | 中田和宏   |
| フランク               | リチャード・ジェンキンス |            |
| レミントン             | ラルフ・ブラウン         |            |
| サイクス               | マーシャル・ベル         | 山下啓介   |
| フェルダーバー         | ソウル・ルビネック       |            |
| オジー                 | デイヴ・シャペル         |            |
| ドロシー               | ジェニファー・ルイス     |            |

- 日本語吹替版その他：池水通洋、簗正昭、沢海陽子、金尾哲夫、宝亀克寿、塚田正昭、小関一、村松康雄、山下啓介、入江崇史、渡辺美佐、中澤やよい

- 日本語吹替版制作スタッフ 演出：加藤敏、翻訳：井場洋子、編集：オムニバス・ジャパン、調整：熊倉亨、制作：ワーナー・ホーム・ビデオ/東北新社

## 評価
映画批評集積サイトRotten Tomatoesでは、19人の批評家のレビューのうち37%が肯定的で、平均評価は5.1/10となっている。加重平均スコアを付与するMetacriticでは、この映画は19人の批評家による100点満点中46点であり、「賛否両論または平均的なレビュー」を示している。CinemaScoreによる観客投票では、この映画の平均評価はA+からFの評価スケールで「B+」であった。